# Crooner

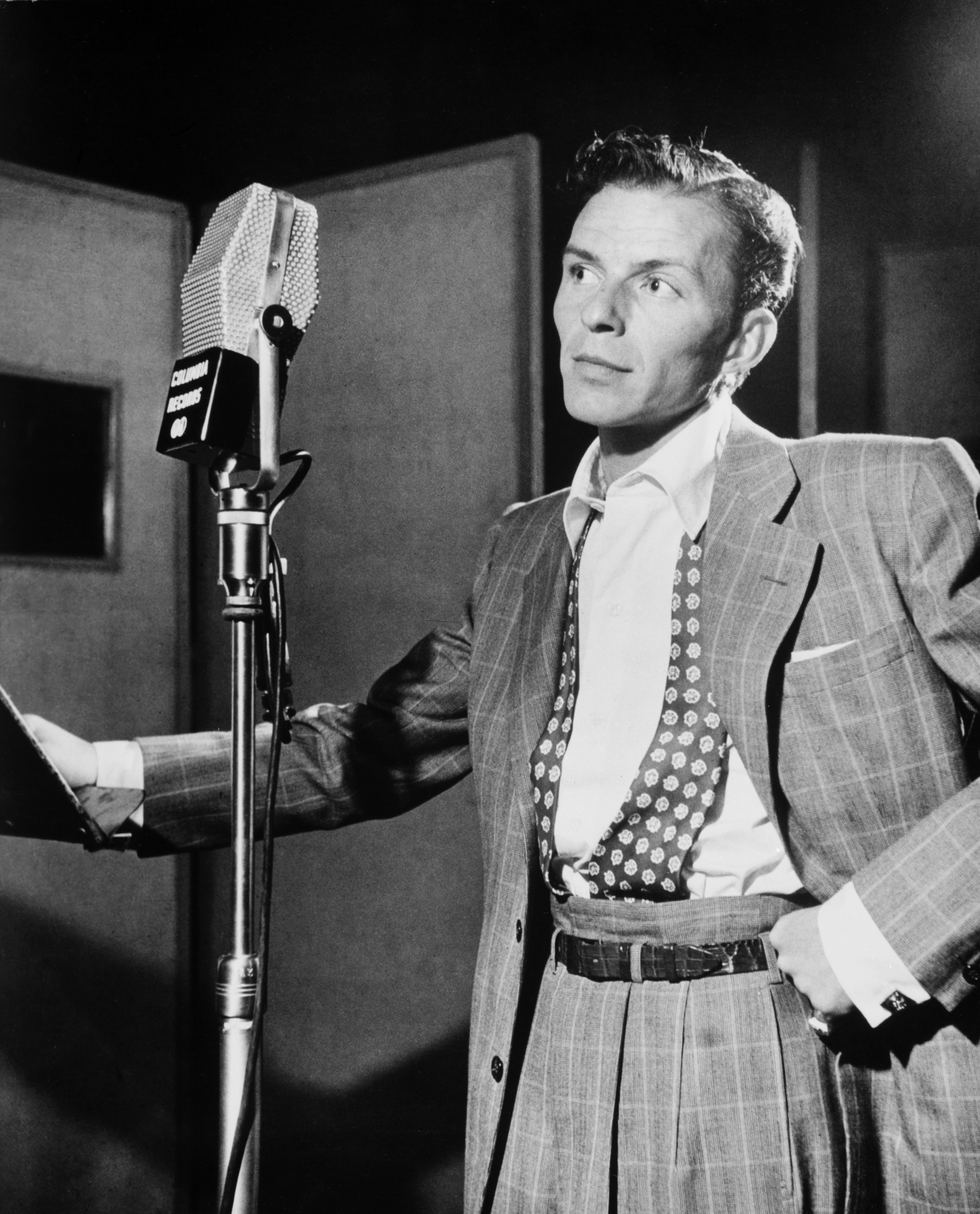
Frank Sinatra em 1947

Crooner é um termo usado para descrever principalmente cantores masculinos que se apresentavam usando um estilo suave possibilitado por microfones melhores que captavam sons mais silenciosos e uma gama mais ampla de frequências, permitindo que o cantor utilizasse uma faixa mais dinâmica e atuasse de maneira mais íntima. É derivado do antigo verbo "to croon" (que significa "falar ou cantar baixinho"). Essa sugestão de intimidade era supostamente extremamente atraente para as mulheres, especialmente as mais jovens, como as adolescentes, conhecidas na época como "bobby soxers". O estilo crooning se desenvolveu a partir de cantores que se apresentavam com big bands, e atingiu seu auge na década de 1940 até o final dos anos 60.
Crooning é simbolizado por vocalistas de jazz como Bing Crosby e Frank Sinatra, embora Sinatra tenha dito uma vez que não considerava a si mesmo ou a Crosby como "crooners". Outros artistas, como Russ Columbo, também rejeitaram o termo.